# Tom Lister, Jr.
Thomas Duane "Tom" eller "Tommy" Lister, Jr., även känd som "Tiny" Lister, född 24 juni 1958 i Compton, Los Angeles, Kalifornien, död 10 december 2020 i Marina del Rey, Los Angeles, var en amerikansk skådespelare och professionell fribrottare.
Lister, Jr. är främst känd som brottaren Zeus i No Holds Barred, Deebo i Friday och Next Friday, och Finnick i Zootropolis.
Han var blind på sitt högra öga.

## Filmografi i urval
- 1987 – Upplopp i Creedmorefängelset
- 1989 – No Holds Barred
- 1992 – Universal Soldier
- 1995 – Friday
- 1997 – Det femte elementet
- 1997 – Jackie Brown
- 2000 – Next Friday
- 2008 – The Dark Knight
- 2008 – Monster Ark
- 2016 – Zootropolis